# Somatiidae
Somatiidae zijn een familie uit de orde van de tweevleugeligen (Diptera), onderorde vliegen (Brachycera). Wereldwijd omvat deze familie 1 geslacht met 7 soorten.

## Taxonomie
Het volgende geslacht is bij de familie ingedeeld:
- Somatia Schiner, 1868